# Райд (Великобритания)
Райд (англ. Ryde) — город на северо-восточном побережье острова Уайт на юге Англии. Население — 32 072 по переписи 2011 года.  Город относится к почтовому району Портсмута, которому соответствует код «PO».

## История
В 1782 году 100-пушечный линейный корабль первого ранга «HMS Royal George» перевернулся и затонул в восточной части пролива Те-Солент. Большое количество тел погибших было выброшено на берег в районе Райда. В память об этом событии в городе установлена мемориальная доска.

## Транспорт
Пассажирский маршрут компании «Hovertravel», использующий суда на воздушной подушке, связывает Райд с Саутси (пригородом Портсмута) . Пассажирские суда-катамараны компании «Wightlink» ходят из Райда в Портсмут,  от железнодорожной станции «Ryde Pier Head» к станции «Portsmouth Harbour». 
Автобусные маршруты №2, №3, №8 и №9 компании «Southern Vectis» соединяют город со столицей острова Ньюпортом. Маршрут №4 с городом Ист-Каус..
Железнодорожная ветка Островная линия длиной 13 700 метров начинается со станции «Ryde Pier Head» и заканчивается в городке Шанклин. Райд также включает в себя железнодорожные станции «Ryde Esplanade» и «Ryde St John's Road»

## Культура
- «Церковь всех святых» (1872) построена архитектором Джорджем Гилбертом Скоттом (1811—1878)[7].
- Пирс Райда построен в начале XIX века. Длина пирса в настоящее время — 681 метр. Действующая железная дорога и автодорога.
- Пешеходная тропа «Isle of Wight Coastal Path» вдоль всего побережья острова Уайт[8].

## Известные жители
- Дэвид Айк — писатель и оратор.
- Сэм Браун — военный деятель.
- Марк Кинг — музыкант, участник коллектива «Level 42».
- Энтони Мингелла — кинорежиссёр, сценарист и драматург. Обладатель премии «Оскар» за лучшую режиссуру («Английский пациент», 1996).
- Филипп Норман — писатель, журналист.